# Główny Szlak Sudecki
Główny Szlak Sudecki (tên đầy đủ Główny Szlak Sudecki im. Mieczysława Orłowicza, có nghĩa là Mieczysław Orłowicz Main Sudetes Trail ở Ba Lan) là một con đường mòn đi bộ công cộng ở Ba Lan chạy dọc theo Sudetes. Tổng chiều dài của tuyến đường này là 350 km  và thời gian xấp xỉ để đi hết đoạn đường này thay đổi trong khoảng từ 87 đến 90 giờ. Con đường được xây dựng vào năm 1947 và trong suốt lịch sử của nó đã được sửa đổi nhiều lần. Nó có màu đỏ rực.

## Thị trấn và địa danh trên đường mòn
Con đường mòn bắt đầu từ Świeradów Zdrój trên dãy núi Jizera. Ở Szklarska Poręba, nó đi vào Karkonosze, dãy núi cao nhất trên đường đi. Trong 20 km tiếp theo nó hợp nhất với Đường mòn hữu nghị Ba Lan - Séc tại Szrenica và chạy trên sườn núi chính dọc biên giới Ba Lan và Séc, để đạt đến điểm cao nhất của nó, đỉnh cao nhất trong Sudetes - Śnieżka. Con đường sau đó đi xuống Karpacz và dẫn qua một dãy núi khác - Rudawy Janowickie. Để vượt qua Krzeszów, qua Dãy núi Đá và dãy núi Cú mèo, đường mòn đi vào khu vực của Thung lũng Klodzko và chạy dọc theo sườn núi của dãy núi Table với dự trữ của nó, spa như Polanica-Zdrój, Duszniki-Zdrój và Kudowa-Zdrój và núi Table Vườn quốc gia, một trong những công viên quốc gia trẻ nhất ở Ba Lan. Sau đó, nó nghiêng về phía bắc để chạy qua Dãy núi Śnieżnik, điểm cao thứ hai trên tuyến đường, sau đó dọc theo Dãy núi Vàng. Con đường mòn kết thúc ở Paczków, mặc dù trong vài năm đã có một phần bị tách ra ở Prudnik (Núi Opawskie). 
- Đường mòn rực sáng trên đỉnh Słonecznik 1.420 mét (4.660 ft)
- Śnieżka - đỉnh cao nhất bên cạnh đường mòn
- Samotnia - túp lều trên núi ở Karkonosze
- Dãy núi Vàng ở phía đông của đường mòn
- Đường mòn tiến về phía Hala Szrenicka

## Du lịch và đi bộ đường dài
Con đường này có thể được chinh phục tắt cả thời gian trong năm, mặc dù các phần của nó có thể bị đóng cửa vào mùa đông do khả năng tuyết lở (ở Karkonosze) cũng như đầm lầy nguy hiểm (ở Dãy núi Stołowe). Nó không liên quan đến bất kỳ loại hình leo núi tiên tiến nào, cả các dãy núi đều dốc; tuy nhiên việc đi bộ đường dài đòi hỏi phải có sự chuẩn bị trước. Trong những đoạn khó khăn nhất, thiết bị hỗ trợ leo núi sẽ được cung cấp. Con đường này có vô số điểm giao cắt với những con đường mòn khác và những con đường công cộng Ở Karkonosze, nó có thể được truy cập thông qua hệ thống cáp treo từ cả hai phía Ba Lan và Séc.

Có nhiều túp lều trên núi và khách sạn nhỏ, đặc biệt là ở phía tây và trung tâm, mặc dù một số trong số chúng chỉ cung cấp phòng ngủ chung và đồ giải khát. Những túp lều trên núi của Ba Lan có nghĩa vụ phải là địa điểm qua đêm cho những người không thể tìm thấy bất kỳ nơi nào khác trước khi mặt trời lặn hoặc trong trường hợp khẩn cấp. Đặt phòng trước được khuyến khích. Hầu hết các túp lều được điều hành bởi PTTK (Hiệp hội du lịch quốc gia Ba Lan). Giải khát và các hình thức phục vụ có tổ chức có sẵn trên mỗi đoạn của đường mòn, mặc dù lời khuyên rằng ta nên mang theo thức ăn của chính mình. 

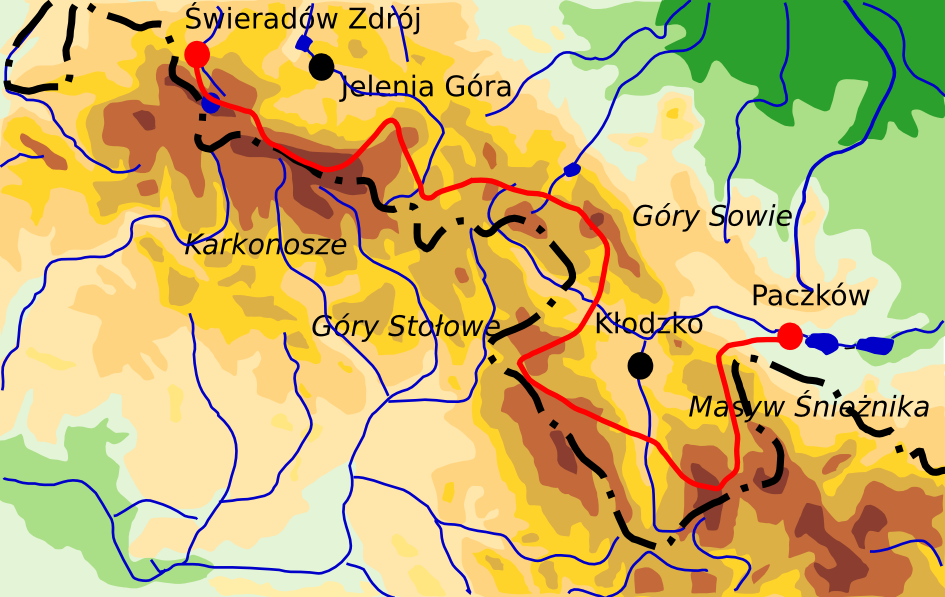
Đường mòn Sudetes chính được thấy trên bản đồ của dãy núi

## liên kết ngoài
- Bản đồ đường mòn trực tuyến